# Cis (osada leśna w województwie pomorskim)
Cis – osada leśna w Polsce położona w województwie pomorskim, w powiecie starogardzkim, w gminie Zblewo.
W latach 1975–1998 miejscowość administracyjnie należała do województwa gdańskiego.